# Serie A1 2022-2023 (pallanuoto maschile)
La Serie A1 2022-2023 è stata la 104ª edizione della massima serie del campionato italiano maschile di pallanuoto. La stagione regolare è iniziata il 22 ottobre 2022 e si è conclusa il 22 aprile 2023; i play-off e i play-out, con la formula delle gare al meglio delle 2 partite su 3, sono iniziati il 3 maggio e sono terminati il 27 maggio 2023.
Le squadre neopromosse erano: la De Akker Team ed il Bogliasco, e grazie alla promozione di quest'ultima, la Liguria torna la regione con più squadre rappresentanti, ben 4.

## Formula
Le 14 squadre partecipanti si affrontarono nuovamente in un calendario unico, con partite di andata e ritorno dopo il cambio del formato dell’edizione precedente, che aveva visto giocarsi solo il girone d'andata per un totale di 13 partite e poi aver visto una divisione in due gironi da 7 squadre (poule scudetto e poule retrocessione) per evitare eventuali contagi dovuti alla pandemia da COVID-19.
Le prime quattro squadre classificate parteciparono ai play-off scudetto; le squadre dalla quinta all'ottava posizione parteciparono ai play-off per l'Euro Cup. I play-out invece videro coinvolte le squadre dalla decima alla tredicesima posizione. L'ultima retrocesse direttamente in A2.

## Squadre partecipanti
| Club                | Città          | Piscina                                 | Stagione 2021-2022                                                                  |
| ------------------- | -------------- | --------------------------------------- | ----------------------------------------------------------------------------------- |
| AN Brescia          | Brescia        | Centro Natatorio Mompiano               | 2ª in Serie A1.                                                                     |
| Anzio               | Anzio (RM)     | Piscina Comunale di Anzio               | 11ª in Serie A1.                                                                    |
| Bogliasco           | Bogliasco (GE) | Piscina Comunale Bogliasco              | 2ª nel girone Nord in Serie A2, promossa dopo i play-off.                           |
| Catania             | Catania        | Piscina Francesco Scuderi               | 10ª in Serie A1.                                                                    |
| De Akker Bologna    | Bologna        | Piscina Carmen Longo                    | 1ª nel girone Nord in Serie A2, promossa dopo i playoff.                            |
| Ortigia             | Siracusa       | Piscina Paolo Caldarella                | 5ª in Serie A1                                                                      |
| Posillipo           | Napoli         | Piscina Felice Scandone                 | 9ª in Serie A1                                                                      |
| Pro Recco           | Recco (GE)     | Piscina Punta Sant'Anna                 | 1ª in Serie A1; campione d'Italia in carica; vincitrice della Coppa Italia          |
| Quinto              | Genova         | Piscina Marco Paganuzzi                 | 7ª in Serie A1                                                                      |
| Distretti Ecologici | Roma           | Foro Italico - Piscina dei "Mosaici"    | Rileva il titolo sportivo della Roma Nuoto, 13ª in Serie A1, salva dopo i play-out. |
| Salerno             | Salerno        | Piscina Simone Vitale                   | 8ª in Serie A1                                                                      |
| Savona              | Savona         | Piscina Carlo Zanelli                   | 3ª in Serie A1                                                                      |
| Telimar Palermo     | Palermo        | Piscina olimpionica comunale di Palermo | 6ª in Serie A1                                                                      |
| Trieste             | Trieste        | Polo Natatorio "Bruno Bianchi"          | 4ª in Serie A1                                                                      |

## Allenatori
| Club                | Allenatore           |
| ------------------- | -------------------- |
| AN Brescia          | Alessandro Bovo      |
| Anzio               | Roberto Tofani       |
| Bogliasco           | Daniele Magalotti    |
| Catania             | Giuseppe Dato        |
| De Akker Bologna    | Federico Mistrangelo |
| Distretti Ecologici | Maurizio Mirarchi    |
| Ortigia             | Stefano Piccardo     |
| Posillipo           | Roberto Brancaccio   |
| Pro Recco           | Sandro Sukno         |
| Quinto              | Luca Bittarello      |
| Salerno             | Matteo Citro         |
| Savona              | Alberto Angelini     |
| Telimar Palermo     | Marco Baldineti      |
| Trieste             | Daniele Bettini      |

## Regular season

### Classifica
|  | Pos. | Squadra             | Pt | G  | V  | N | P  | GF  | GS  | DR   |
|  | ---- | ------------------- | -- | -- | -- | - | -- | --- | --- | ---- |
|  | 1.   | Pro Recco           | 76 | 26 | 25 | 1 | 0  | 385 | 143 | +242 |
|  | 2.   | AN Brescia          | 73 | 26 | 24 | 1 | 1  | 367 | 159 | +208 |
|  | 3.   | Ortigia             | 59 | 26 | 19 | 2 | 5  | 302 | 225 | +77  |
|  | 4.   | Telimar Palermo     | 56 | 26 | 18 | 2 | 6  | 299 | 250 | +53  |
|  | 5.   | Trieste             | 49 | 26 | 16 | 1 | 9  | 299 | 252 | +47  |
|  | 6.   | Savona              | 44 | 26 | 14 | 2 | 10 | 277 | 272 | +5   |
|  | 7.   | Quinto              | 37 | 26 | 12 | 1 | 13 | 212 | 249 | -37  |
|  | 8.   | Posillipo           | 27 | 26 | 8  | 3 | 15 | 210 | 262 | -52  |
|  | 9.   | Distretti Ecologici | 27 | 26 | 8  | 3 | 15 | 212 | 267 | -55  |
|  | 10.  | Anzio               | 26 | 26 | 8  | 2 | 16 | 249 | 324 | -75  |
|  | 11.  | De Akker Bologna    | 21 | 26 | 6  | 3 | 17 | 215 | 304 | -89  |
|  | 12.  | Salerno             | 19 | 26 | 6  | 1 | 19 | 202 | 278 | -76  |
|  | 13.  | Catania             | 13 | 26 | 3  | 4 | 19 | 223 | 313 | -90  |
|  | 14.  | Bogliasco           | 5  | 26 | 1  | 2 | 23 | 224 | 382 | -158 |

- Bogliasco 1 punto di penalità.[1]

Legenda:
      Ammesse ai play off per titolo Campione d'Italia e qualificazione alla  LEN Champions League 2023-2024.
      Ammesse ai play off per la LEN Euro Cup 2023-2024.
      Ammesse ai Play out.
      Retrocessa in Serie A2 2023-2024.

### Calendario e risultati
| 22/23-10-22 | 1ª giornata                  | 28-01-23 |
| 8-15        | Salerno - Trieste            | 8-10     |
| 3-11        | Posillipo - AN Brescia       | 9-19     |
| 19-5        | Ortigia - Bogliasco          | 17-10    |
| 9-12        | Anzio - Telimar              | 11-17    |
| 14-8        | Savona - De Akker            | 14-9     |
| 8-10        | Distretti Ecologici - Quinto | 7-10     |
| 16-3        | Pro Recco - Catania          | 13-6     |

| 09/12-11-22 | 4ª giornata                   | 10/11-02-23 |
| 8-11        | Catania - Anzio               | 11-12       |
| 11-8        | De Akker - Posillipo          | 8-8         |
| 10-6        | Salerno - Distretti Ecologici | 7-10        |
| 18-13       | Telimar - Bogliasco           | 15-5        |
| 4-7         | AN Brescia - Pro Recco        | 6-6         |
| 10-12       | Trieste - Savona              | 11-13       |
| 8-11        | Quinto - Ortigia              | 7-7         |

| 03-12-22 | 7ª giornata                  | 18-03-23 |
| 9-16     | De Akker - AN Brescia        | 4-21     |
| 11-4     | Telimar - Quinto             | 16-9     |
| 9-13     | Posillipo - Trieste          | 10-12    |
| 11-6     | Ortigia - Salerno            | 6-3      |
| 8-22     | Anzio - Pro Recco            | 5-15     |
| 11-11    | Bogliasco - Catania          | 11-11    |
| 13-9     | Savona - Distretti Ecologici | 7-9      |

| 17-12-22 | 10ª giornata                    | 01-04-23 |
| 11-12    | Catania - Quinto                | 8-11     |
| 9-10     | Salerno - Telimar               | 8-17     |
| 20-7     | AN Brescia - Anzio              | 20-6     |
| 20-11    | Trieste - De Akker              | 9-6      |
| 12-16    | Savona - Ortigia                | 8-11     |
| 7-7      | Distretti Ecologici - Posillipo | 12-13    |
| 18-9     | Pro Recco - Bogliasco           | 17-2     |

| 21-01-23 | 13ª giornata                   | 22-04-23 |
| 11-8     | Catania - Salerno              | 11-13    |
| 8-5      | De Akker - Distretti Ecologici | 4-10     |
| 12-11    | Telimar - Savona               | 13-9     |
| 7-9      | Posillipo - Ortigia            | 5-10     |
| 11-9     | AN Brescia - Trieste           | 14-5     |
| 4-18     | Quinto - Pro Recco             | 8-19     |
| 8-12     | Bogliasco - Anzio              | 16-23    |

| 29-10/02-11-22 | 2ª giornata                   | 01-02/11-03-23 |
| 7-11           | Catania - Distretti Ecologici | 7-7            |
| 10-10          | De Akker - Anzio              | 5-9            |
| 8-16           | Telimar - Ortigia             | 8-8            |
| 17-9           | AN Brescia - Salerno          | 13-4           |
| 8-10           | Trieste - Pro Recco           | 5-16           |
| 5-10           | Quinto - Savona               | 8-10           |
| 9-10           | Bogliasco - Posillipo         | 6-7            |

| 17/19-11-22 | 5ª giornata                     | 15/18-02-23 |
| 5-10        | Telimar - AN Brescia            | 6-11        |
| 4-6         | Posillipo - Quinto              | 6-4         |
| 12-4        | Ortigia - Catania               | 17-11       |
| 11-17       | Anzio - Trieste                 | 11-16       |
| 13-12       | Bogliasco - De Akker            | 13-14       |
| 14-10       | Savona - Salerno                | 10-6        |
| 9-19        | Distretti Ecologici - Pro Recco | 2-15        |

| 07-12-22 | 8ª giornata                 | 25-03-23 |
| 11-14    | Catania - Telimar           | 5-14     |
| 8-7      | Salerno - Posillipo         | 6-10     |
| 17-5     | AN Brescia - Savona         | 10-4     |
| 20-6     | Trieste - Bogliasco         | 17-7     |
| 7-6      | Quinto - De Akker           | 9-7      |
| 12-11    | Distretti Ecologici - Anzio | 10-9     |
| 14-8     | Pro Recco - Ortigia         | 15-5     |

| 14-01-23 | 11ª giornata                    | 08-04-23 |
| 8-11     | Catania - AN Brescia            | 6-16     |
| 10-9     | De Akker - Salerno              | 8-7      |
| 5-13     | Telimar - Pro Recco             | 4-16     |
| 11-11    | Posilipo - Savona               | 5-11     |
| 20-10    | Ortigia - Anzio                 | 14-8     |
| 8-4      | Quinto - Trieste                | 11-13    |
| 11-16    | Bogliasco - Distretti Ecologici | 0-5      |

| 04/05/09-11-22 | 3ª giornata                   | 04/05-02-23 |
| 7-13           | Posillipo - Telimar           | 11-15       |
| 12-9           | Ortigia - De Akker            | 16-5        |
| 10-9           | Anzio - Quinto                | 5-9         |
| 4-15           | Bogliasco - AN Brescia        | 8-23        |
| 13-9           | Savona - Catania              | 13-13       |
| 6-7            | Distretti Ecologici - Trieste | 10-10       |
| 18-5           | Pro Recco - Salerno           | 13-7        |

| 26-11-22 | 6ª giornata                      | 04-03-23 |
| 11-7     | Catania - Posillipo              | 8-16     |
| 8-15     | De Akker - Telimar               | 11-11    |
| 7-7      | Salerno - Anzio                  | 7-11     |
| 15-5     | AN Brescia - Distretti Ecologici | 18-4     |
| 15-8     | Trieste - Ortigia                | 7-10     |
| 12-9     | Quinto - Bogliasco               | 10-8     |
| 11-4     | Pro Recco - Savona               | 15-4     |

| 10-12-22/12-01-23 | 9ª giornata                   | 29-03-23 |
| 10-6              | De Akker - Catania            | 7-9      |
| 10-11             | Telimar - Trieste             | 9-8      |
| 2-14              | Posillipo - Pro Recco         | 5-12     |
| 12-8              | Ortigia - Distretti Ecologici | 12-8     |
| 6-8               | Anzio - Savona                | 11-8     |
| 6-10              | Quinto - AN Brescia           | 5-15     |
| 5-8               | Bogliasco - Salerno           | 8-13     |

| 18-01-23 | 12ª giornata                  | 14/15/19-04-23 |
| 10-6     | Salerno - Quinto              | 6-14           |
| 7-12     | Ortigia - AN Brescia          | 8-12           |
| 15-6     | Trieste - Catania             | 11-12          |
| 9-12     | Anzio - Posillipo             | 7-11           |
| 20-12    | Savona - Bogliasco            | 19-15          |
| 8-10     | Distretti Ecologici - Telimar | 8-15           |
| 15-8     | Pro Recco - De Akker          | 18-7           |

-

## Play-off

### Semifinali 1º-4º posto
| Recco 3 maggio 2023, ore 18:30 Gara 1 | Pro Recco | 18 – 9 (5-4; 5-1; 6-3; 2-2) | Telimar Palermo | - |

| Brescia 3 maggio 2023, ore 20:30 Gara 1 | AN Brescia | 9 – 8 (3-1; 3-0; 2-4; 1-3) | Ortigia |  |

| Palermo 6 maggio 2023, ore 16:00 Gara 2 | Telimar Palermo  | 5 – 11 (1-4; 2-2; 1-2; 1-3) | Pro Recco | \| Arbitri: \| Severo Ricciotti \| |
| Arbitri:                                | Severo Ricciotti |                             |           |                                    |

| Siracusa 6 maggio 2023, ore 15:00 Gara 2 | Ortigia      | 8 – 11 (2-4; 4-1; 1-4; 1-2) | AN Brescia | \| Arbitri: \| Bianco Peris \| |
| Arbitri:                                 | Bianco Peris |                             |            |                                |

### Semifinali 5º-8º posto
| Trieste 3 maggio 2023, ore 20:00 Gara 1 | Trieste | 11 – 10 (5-4; 2-2; 1-2; 3-2) | Posillipo |  |

| Savona 5 maggio 2023, ore 19:00 Gara 1 | Savona       | 15 – 9 (3-2; 3-3; 3-2; 6-2) | Quinto | \| Arbitri: \| Pinato Piano \| |
| Arbitri:                               | Pinato Piano |                             |        |                                |

| Napoli 6 maggio 2023, ore 19:00 Gara 2 | Posillipo           | 7 – 9 (2-2; 2-1; 1-2; 2-4) | Trieste | (500 spett.)\| Arbitri: \| Carmignani D'Antoni \| |
| Arbitri:                               | Carmignani D'Antoni |                            |         |                                                   |

| Genova 9 maggio 2023, ore 20:30 Gara 2 | Quinto | 4 – 7 (0-0; 3-3; 1-2; 0-2) | Savona |  |

### Finale Scudetto
| Recco 16 maggio 2023, ore 18:30 Gara 1 | Pro Recco | 7 – 3 (2-1; 0-1; 2-1; 3-0) | AN Brescia | Piscina di punta Sant'Anna (700 spett.) |

| Brescia 20 maggio 2023, ore 18:45 Gara 2 | AN Brescia          | 4 – 6 (0-3; 1-2; 2-1; 1-0) | Pro Recco | Centro Natatorio Mompiano (1000 spett.)\| Arbitri: \| Pinato Frauenfelder \| |
| Arbitri:                                 | Pinato Frauenfelder |                            |           |                                                                              |

### Finale 3º-4º posto
| Siracusa 16 maggio 2023, ore 15:00 Gara 1 | Ortigia | 16 – 9 (3-0; 5-4; 3-3; 5-2) | Telimar Palermo |  |

| Palermo 20 maggio 2023, ore 18:30 Gara 2 | Telimar Palermo | 6 – 14 (3-3; 1-3; 1-4; 1-4) | Ortigia |  |

### Finale 5º-6º posto
| Trieste 20 maggio 2023, ore 18:45 Gara 1 | Trieste | 11 – 9 (2-4; 1-1; 4-2; 4-2) | Savona |  |

| Savona 24 maggio 2023, ore 19:00 Gara 2 | Savona | 9 – 10 (3-2; 0-3; 2-4; 4-1) | Trieste |  |

### Finale 7º-8º posto
| Genova 16 maggio 2023, ore 21:00 Gara 1 | Quinto | 12 – 11 (d.c.r.) (2-1; 4-3; 1-2; 1-2) referto | Posillipo |  |

| Napoli 20 maggio 2023, ore 15:00 Gara 2 | Posillipo | 9 – 5 (0-1; 4-1; 2-1; 3-2) | Quinto |  |

| Genova 27 maggio 2023, ore 21:00 Gara 3 | Quinto | 10 – 8 (0-2; 4-3; 2-2; 4-1) | Posillipo |  |

## Play-out

### Semifinali
| Anzio 3 maggio 2023, ore 17.30 Gara 1 | Anzio          | 11 – 8 (3-2; 5-4; 2-2; 1-0) | Catania | Piscina Comunale di Anzio (200 spett.)\| Arbitri: \| Ercoli Calabrò \| |
| Arbitri:                              | Ercoli Calabrò |                             |         |                                                                        |

| Bologna 3 maggio 2023, ore 20.30 Gara 1 | De Akker Bologna  | 12 – 11 (4-1; 1-2; 3-4; 4-4) | Salerno | Piscina Carmen Longo (300 spett.)\| Arbitri: \| Brasiliano Rovida \| |
| Arbitri:                                | Brasiliano Rovida |                              |         |                                                                      |

| Catania 6 maggio 2023, ore 17.00 Gara 2 | Catania                 | 9 – 8 (3-5; 2-3; 3-0; 1-0) | Anzio | Piscina Francesco Scuderi (250 spett.)\| Arbitri: \| Castagnola Frauenfelder \| |
| Arbitri:                                | Castagnola Frauenfelder |                            |       |                                                                                 |

| Salerno 6 maggio 2023, ore 18.30 Gara 2 | Salerno          | 14 – 12 (2-2; 2-2; 2-4; 3-1) | De Akker Bologna | Piscina Simone Vitale (150 spett.)\| Arbitri: \| Colombo Nicolosi \| |
| Arbitri:                                | Colombo Nicolosi |                              |                  |                                                                      |

| Anzio 9 maggio 2023, ore 21.00 Gara 3 | Anzio          | 13 – 14 (3-2; 3-1; 3-2; 1-5) | Catania | Piscina Comunale di Anzio (1000 spett.)\| Arbitri: \| Colombo Rovida \| |
| Arbitri:                              | Colombo Rovida |                              |         |                                                                         |

| Bologna 9 maggio 2023, ore 20.30 Gara 3 | De Akker Bologna  | 11 – 9 (2-2; 3-4; 3-3; 3-0) | Salerno | Piscina Carmen Longo (300 spett.)\| Arbitri: \| Severo Petronilli \| |
| Arbitri:                                | Severo Petronilli |                             |         |                                                                      |

### Finale
| Anzio 16 maggio 2023, ore 20:00 Gara 1 | Anzio | 9 – 8 (2-1; 1-3; 4-2; 2-2) | Salerno | Piscina Comunale di Anzio (800 spett.) |

| Salerno 20 maggio 2023, ore 18:30 Gara 2 | Salerno         | 11 – 10 (2-5; 3-1; 2-2; 4-2) | Anzio | Piscina Simone Vitale\| Arbitri: \| Bianco Nicolosi \| |
| Arbitri:                                 | Bianco Nicolosi |                              |       |                                                        |

| Anzio 27 maggio 2023, ore 20.00 Gara 3 | Anzio              | 8 – 10 (2-4; 3-3; 1-2; 2-1) | Salerno | Piscina Comunale di Anzio (1000 spett.)\| Arbitri: \| Schiavo Castagnola \| |
| Arbitri:                               | Schiavo Castagnola |                             |         |                                                                             |

## Verdetti
- Pro Recco: Campione d'Italia
- AN Brescia in LEN Champions League
- Ortigia ammesso ai playoff di LEN Champions League
- Telimar Palermo alla fase a gironi di LEN Euro Cup
- Trieste ai playoff di LEN Euro Cup
- Savona ai playoff di LEN Euro Cup[2]
- Bogliasco e  Anzio retrocesse in Serie A2.